# Fredric Hope
Fredric Hope (New Brighton, 22 de janeiro de 1900 — Los Angeles, 20 de abril de 1937) foi um diretor de arte estadunidense. Venceu o Oscar de melhor direção de arte na edição de 1935 por The Merry Widow, ao lado de Cedric Gibbons.